# Комунанца
Комунанца (итал. Comunanza) — коммуна в Италии, располагается в регионе Марке, в провинции Асколи-Пичено.
Население составляет 3216 человек (2008 г.), плотность населения составляет 59 чел./км². Занимает площадь 54 км². Почтовый индекс — 63087. Телефонный код — 0736.
Покровительницей коммуны почитается святая Екатерина Александрийская, празднование 25 ноября.

## Демография
Динамика населения:

## Администрация коммуны
- Официальный сайт: http://www.comune.comunanza.ap.it/hh/index.php